# Senecio blanchei
Senecio blanchei là một loài thực vật có hoa trong họ Cúc. Loài này được Soldano miêu tả khoa học đầu tiên năm 1992.